# A Midwinter Night's Dream
A Midwinter Night's Dream er det ottende studiealbum fra den canadiske singer-songwriter og multiinstrumentalist Loreena McKennitt, der blev udgivet i 2008.
Albummet er en udvidet udgavet af A Winter Garden: Five Songs for the Season (1995). Der blev indspillet otte nye numre i Peter Gabriels Real World Studios i foråret 2008, som blev lagt sammen med de oprindelige fem sange fra EP'en fra 1995.
A Midwinter Night's Dream overtager A Winter Garden, der er blevet slettet fra Quinlan Roads katalog.

## Spor
Musik og tekst er skrevet af Loreena McKennitt medmindre andet er noteret.
1. "The Holly & The Ivy" (traditionel, musik af McKennitt)  – 4:49
2. "Un Flambeau, Jeannette, Isabelle" (traditionel)  – 3:06
3. "The Seven Rejoices Of Mary" (traditionel)  – 4:34
4. "Noël Nouvelet!" (traditionel)  – 5:11
5. "Good King Wenceslas" (John Mason Neale)  – 3:16
6. "Coventry Carol" (traditionel, musik arrangeret og adapteret af McKennitt)  – 2:18
7. "God Rest Ye Merry, Gentlemen" (Abdelli version) (traditionel, musik arrangeret og adapteret af McKennitt) – 7:19
8. "Snow" (tekst af Archibald Lampman, musik af McKennitt)  – 5:05
9. "Breton Carol" (traditionel)  – 3:30
10. "Seeds Of Love" (traditionel, musik af McKennitt)  – 4:54
11. "Gloucestershire Wassail" (traditionel)  – 2:39
12. "Emmanuel" (traditionel)  – 4:55
13. "In The Bleak Midwinter" (Gustav Holst)  – 2:43 [3]

## Hitlister
| Hitliste (2008)       | Højeste placering |
| --------------------- | ----------------- |
| Italian Albums Chart  | 46                |
| Germany Albums Chart  | 27                |
| Spain Albums Chart    | 38                |
| Belgium Albums Chart  | 42                |
| France Albums Chart   | 57                |
| Swiss Albums Chart    | 63                |
| Austria Albums Chart  | 75                |
| Dutch Albums Chart    | 77                |
| Canadian Albums Chart | 12                |
| US Billboard 200      | 140               |
| US World Albums       | 1                 |
| US Holiday Albums     | 16                |